# Félix Sanz Roldán
Le lieutenant-général Félix Sanz Roldán est un officier général de l'armée de terre espagnol né le 20 janvier 1945 à Uclès.
Chef d'État-Major de la Défense entre 2004 et 2008, il est directeur du Centre national de renseignement (CNI) entre 2009 et 2019.

## Biographie
Félix Sanz Roldán naît le 20 janvier 1945 à Uclès, dans la province de Cuenca. Atteignant en 1966 le grade de lieutenant, il exerce ensuite diverses fonctions de commandement dans l'armée de terre puis occupe plusieurs fonctions de second rang dans la haute administration du ministère de la Défense. Il est promu lieutenant-général en mai 2004.

### Chef d'État-Major des armées
Il devient directeur général de la Politique de défense du ministère de la Défense lors de l'entrée en fonction du socialiste José Bono en mai 2004. À peine un mois plus tard, il est désigné chef d'État-Major de la Défense (JEMAD) dans le cadre d'un remaniement du haut commandement consécutif à la mauvaise gestion de l'affaire du Yak-42. Bien que sa désignation respecte le principe de l'accès tournant au poste de JEMAD entre les trois armes, sa nomination surprend car il ne faisait pas partie des favoris pour ce poste.
En janvier 2006, il propose à Bono — qui accepte — de placer en résidence surveillée, démettre de ses fonctions et verser dans la réserve le commandant des forces terrestres José Mena Aguado, après le discours de ce dernier sous-entendant que l'armée pourrait intervenir en cas d'adoption d'un nouveau statut d'autonomie pour la Catalogne.

### Directeur du renseignement
La socialiste Carme Chacón le remplace le 18 juillet 2008 par José Julio Rodríguez Fernández, malgré les préconisations du président du gouvernement José Luis Rodríguez Zapatero de le maintenir dans ses fonctions,. À peine deux semaines plus tard, Zapatero le désigne haut représentant pour la présidence espagnole du Conseil de l'Union européenne en 2010 dans le domaine de la défense et lui attribue le rang de secrétaire d'État.
Le 3 juillet 2009, Félix Sanz Roldán est nommé à 64 ans directeur du Centre national de renseignement (CNI), les services secrets espagnols, en remplacement d'Alberto Saiz, démissionnaire quelques jours auparavant après avoir perdu la confiance de l'exécutif. Ayant toujours rang administratif de secrétaire d'État, il est le premier militaire à diriger le CNI depuis 2001. Il est confirmé pour un deuxième mandat de cinq ans le 4 juillet 2014, par le gouvernement conservateur de Mariano Rajoy.
Il est automatiquement relevé de son poste le 6 juillet 2019, à l'issue de son second mandat de cinq ans. Le gouvernement, se trouvant chargé de la gestion des affaires courantes, ne peut lui nommer de successeur. Ses fonctions sont reprises à titre transitoire par la secrétaire générale du CNI, Paz Esteban López.